# 262 Dywizja Strzelecka (ZSRR)
262 Dywizja Strzelecka (ros. 262-я стрелковая дивизия) – związek taktyczny (dywizja) Armii Czerwonej.
Sformowana w 1941, w związku z niemiecką agresją na ZSRR. Broniła Leningradu i Moskwy, wyzwalała Białoruś. Brała udział w pokonaniu Japonii, wojnę zakończyła w Port Artur.